# Emberá chamí
L’emberá chamí (ẽbẽra en emberá chamí) est une langue chocó, du sous-groupe des langues embera du Sud, parlée par le groupe ethnique indigène colombien Emberá-Chamí dans les Andes, notamment dans les départements de Risaralda, Caldas, Antioquia, Valle et Chocó.

## Statut
Selon l’article 10 de la constitution de la Colombie les langues indigènes sont officielles sur leurs territoires.

## Écriture

### Antioquia
Un alphabet a été développé en 2013 avec l’appui du département  d’Antioquia en Colombie.
Ses graphèmes sont les suivants :
| Minuscules | a | ã | b | ɓ     | ch    | d  | ɗ |
| Majuscules | A | Ã | B | Ɓ     | CH    | D  | Ɗ |
|            |   |   |   |       |       |    |   |
| Minuscules | e | ẽ | i | Ĩ     | j     | k  | m |
| Majuscules | E | Ẽ | I | Ĩ     | J     | K  | M |
|            |   |   |   |       |       |    |   |
| Minuscules | n | o | õ | p     | r     | rr | s |
| Majuscules | N | O | Õ | P     | R     | RR | S |
|            |   |   |   |       |       |    |   |
| Minuscules | t | u | ũ | ʉ (ɯ) | ʉ̃ (ɯ̃) | w  | y |
| Majuscules | T | U | Ũ | Ʉ (Ɯ) | Ʉ̃ (Ɯ̃) | W  | Y |

La lettre ɯ, m culbuté, est utilisée dans le Manual de enseñanza y escritura ẽbẽra-chamí publié en 2013 et le Manual de enseñanza y escritura embera 2 publié en 2014 utilise plutôt la lettre ʉ, u barré horizontalement.
La notation de la nasalisation des 6 voyelles de base utilise un tilde diacritique en chef sur la voyelle, mais on peut trouver aussi des transcriptions non recommandées utilisant un n suffixé (ou un m suffixé en position non-finale avant une consonne bilabiale, comme dans le nom espagnol de la langue emberá-chamí, basé sur le nom natif ẽbẽra-chami, mais aussi modifié par la notation supplémentaire d'un accent tonique en espagnol).
L'alphabet (comme aussi la phonologie de la langue) distingue la variante simplement battue du r de sa variante longue roulée (en utilisant pour cette dernière le redoublement de la lettre dans le digramme rr).
Enfin l'alphabet distingue les variantes sonores des consonnes occlusives b/B et d/D et les variantes injectives ɓ/Ɓ et ɗ/Ɗ.

### Caldas
Un autre alphabet a été conçu par le Comité de educación bilingüe ẽbẽra beꟈea chamí et est publié en 2016.
| a | b | b | ch | d | ꟈ  | e | i | ʉ | j | k |
| m | n | o | p  | r | rr | s | t | u | w | y |

## Phonologie
|           |               | Bilabiale | Dentale | Alvéolaire | Dorsale | Dorsale | Glottale |
| palatale  | vélaire       | Bilabiale | Dentale | Alvéolaire |         |         | Glottale |
| --------- | ------------- | --------- | ------- | ---------- | ------- | ------- | -------- |
| Nasale    | sonore/voisée | m [m]     |         | n [n]      |         |         |          |
| Occlusive | sourde        | p [p]     | t [t]   |            |         | k [k]   | ʔ [ʔ]    |
| Occlusive | sonore/voisée | b [b]     | d [d]   |            |         |         |          |
| Occlusive | injective     | ɓ [ɓ]     | ɗ [ɗ]   |            |         |         |          |
| Affriquée | sourde        |           |         |            | ch [t͡ʃ] |         |          |
| Fricative | sourde        |           |         | s [s]      |         |         | h [h]    |
| Spirante  | sonore/voisée | w [w]     |         |            | y [j]   |         |          |
| Liquide   | roulée        |           |         | rr [r]     |         |         |          |
| Liquide   | battue        |           |         | r [ɾ]      |         |         |          |

|              |              | Antérieure   | Centrale | Postérieure | Postérieure |
| non arrondie | non arrondie | non arrondie | arrondie |             |             |
| ------------ | ------------ | ------------ | -------- | ----------- | ----------- |
| Fermée       | orale        | i [i]        | ɨ [ɨ]    | ɯ [ɯ]       | u [u]       |
| Fermée       | nasale       | ĩ [ĩ]        | ɨ̃ [ɨ̃]    | ɯ̃ [ɯ̃]       | ũ [ũ]       |
| Moyenne      | orale        | e [e]        |          |             | o [o]       |
| Moyenne      | nasale       | ẽ [ẽ]        |          |             | õ[õ]        |
| Ouverte      | orale        |              | a [a]    |             |             |
| Ouverte      | nasale       |              | ã [ã]    |             |             |